# Міткова Тетяна Ростиславівна
Тетяна Ростиславівна Міткова (рос. Татьяна Ростиславовна Миткова; нар. 13 вересня 1955, Москва, СРСР) — російська телеведуча, журналістка.
Заступник генерального директора телекомпанії НТВ.